# Sędziszów Małopolski (gemeente)
De gemeente Sędziszów Małopolski is een stad- en landgemeente in het Poolse woiwodschap Subkarpaten, in powiat Ropczycko-sędziszowski. De zetel van de gemeente is in Sędziszów Małopolski.

## Oppervlakte gegevens
In 2002 bedroeg de totale oppervlakte van gemeente Sędziszów Małopolski 154,29 km², waarvan:
- agrarisch gebied: 64%
- bossen: 26%

De gemeente beslaat 28,11% van de totale oppervlakte van de powiat.

## Demografie
Stand op 30 juni 2005:
| Omschrijving                   | Totaal | Totaal | Vrouwen | Vrouwen | Mannen | Mannen |
| ------------------------------ | ------ | ------ | ------- | ------- | ------ | ------ |
| eenheid                        | aantal | %      | aantal  | %       | aantal | %      |
| inwoners                       | 22 588 | 100    | 11 520  | 51      | 11 068 | 49     |
| bevolkingsdichtheid (inw./km²) | 146,4  | 146,4  | 74,7    | 74,7    | 71,7   | 71,7   |

Stand op 30 juni 2004:
| Omschrijving                   | Totaal | Totaal | Vrouwen | Vrouwen | Mannen | Mannen |
| ------------------------------ | ------ | ------ | ------- | ------- | ------ | ------ |
| eenheid                        | aantal | %      | aantal  | %       | aantal | %      |
| inwoners                       | 22 564 | 100    | 11 507  | 51      | 11 057 | 49     |
| bevolkingsdichtheid (inw./km²) | 146,2  | 146,2  | 74,6    | 74,6    | 71,7   | 71,7   |

In 2002 bedroeg het gemiddelde inkomen per inwoner 1273,91 zł.

## Plaatsen
Będziemyśl, Boreczek, Borek Wielki, Cierpisz, Czarna Sędziszowska, Góra Ropczycka, Kawęczyn Sędziszowski, Klęczany, Krzywa, Ruda, Szkodna, Wolica Ługowa, Wolica Piaskowa, Zagorzyce

## Administratieve plaatsen (sołectwo)
Będziemyśl, Boreczek, Borek Wielki, Cierpisz, Czarna Sędziszowska, Góra Ropczycka, Kawęczyn, Klęczany, Krzywa, Ruda, Szkodna, Wolica Ługowa, Wolica Piaskowa, Zagorzyce Dolne, Zagorzyce Górne

## Aangrenzende gemeenten
Iwierzyce, Kolbuszowa, Niwiska, Ostrów, Ropczyce, Świlcza, Wielopole Skrzyńskie